# 津軽飯詰駅
津軽飯詰駅（つがるいいづめえき）は青森県五所川原市飯詰にある津軽鉄道線の駅。2024年6月1日から1年間は副駅名称として歴史の町 高楯城址と付けられていた。

## 歴史
- 1930年（昭和5年）7月15日：開業。
- 1956年（昭和31年）11月10日：業務委託開始[2]。
- 1957年（昭和32年）12月15日：駅舎新築落成[2]。
- 2004年（平成16年）11月15日：津軽五所川原 - 金木間閉塞統合により運転扱い廃止、無人化。同時に腕木式信号機も廃止。
- 2020年（令和2年）8月16日：駅舎内に飲食スペースを整備[3]。ただし、飲食スペースは、当面は博物館オープン日のみ営業する。
- 2021年（令和3年）11月13日：駅の事務室と宿直室を改装して「レイルウェイ・ライター種村直樹 汽車旅文庫」を開設し、記念式典が開かれる[4]。
- 2024年（令和6年）6月1日 - 2025年5月31日：副駅名ネーミングライツ事業にて当駅前の特定建設業「坂本光組」がネーミングライツパートナーとなり左記の期間当駅の副駅名称が「歴史の町 高楯城址」となっていた[1]。

## 駅構造

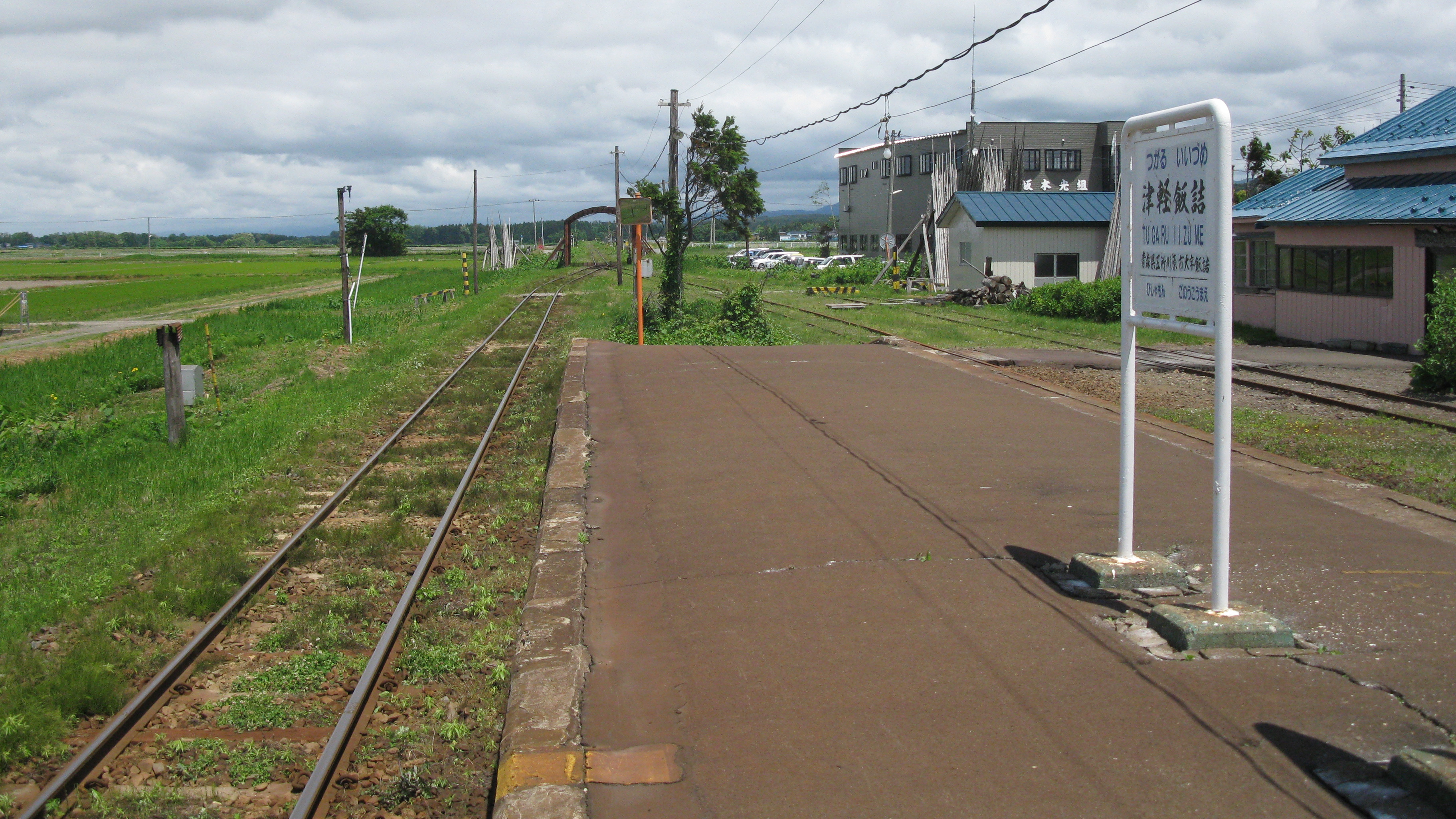
ホーム（2011年6月）

1面1線の地上駅。元々は島式1面2線で、現在は旧2番線を使用している。木造駅舎を有する。無人駅であり、2004年の無人化以降は駅舎は待合室以外は閉鎖されていた。
2021年11月、種村直樹の蔵書3200冊、個人事務所の看板や愛用の机などが寄贈され、駅の事務室と宿直室を改装して「レイルウェイ・ライター種村直樹 汽車旅文庫」が開設された（開館は毎月第3日曜の午前9時半から午後3時）。

## 利用状況
| 1日乗降人員推移 | 1日乗降人員推移 |
| 年度            | 1日平均人数     |
| --------------- | --------------- |
| 2011年          | 29              |
| 2012年          | 28              |
| 2013年          | 34              |
| 2014年          | 24              |
| 2015年          | 24              |

## 駅周辺
- 青森県道279号津軽飯詰停車場線
  - 青森県道26号青森五所川原線
  - 青森県道36号五所川原金木線
- 飯詰郵便局
- 五所川原市立五所川原第四中学校

## 隣の駅
津軽鉄道
■津軽鉄道線
五農校前駅 - 津軽飯詰駅 - *毘沙門駅 - 嘉瀬駅
- 一部の列車は毘沙門駅を通過する。